# Federalistas (Georgia)
Federalistas (en georgiano: ფედერალისტები) es un partido político liberal en Georgia fundado en 2024 por antiguos miembros de Georgia como su expresidente, Guiga Bokeria, y su mujer y fundadora de la revista Tabula, Tamar Chergoleishvili.

## Historia
El 1 de agosto de 2024, la mayoría de la lista electoral de Georgia Europea elegida durante las primarias internas del partido abandonó el partido, incluidas las figuras clave Guiga Bokeria y Tamar Chergoleishvili. La división surgió de los desacuerdos con otras figuras clave, Guigui Tsereteli y Akaki Bobojidze sobre los resultados de las primarias. Más tarde, Chergoleishvili y Bokeria anunciaron por separado que los miembros salientes formarían un nuevo partido político.
El 15 de agosto, los miembros que habían abandonado realizaron una presentación para anunciar la próxima fundación de un nuevo partido político llamado Federalistas. Más tarde, Federalistas confirmaron que no participarían en las elecciones parlamentarias de 2024, ya que se retrasaron en el registro del partido, y en su lugar participarían en las elecciones por primera vez en las elecciones locales de 2025. Mientras tanto, apoyaron a sus partidarios para que participaran en las elecciones y votaran en contra de Sueño Georgiano. El 20 de octubre, los federalistas celebraron su congreso fundacional, durante el cual se estableció oficialmente el partido.

## Ideología
Los federalistas son un partido liberal clásico que aboga por la federalización y la descentralización de Georgia. Argumentan que el federalismo, común en los países europeos, puede equilibrar el poder y garantizar la rendición de cuentas, contrarrestando el estado centralizado y autónomo. Su enfoque apunta a descentralizar el poder, reducir la influencia de la élite y guiar a Georgia de regreso a los valores europeos y occidentales.
Miembros destacados del partido han liderado anteriormente campañas políticas y proyectos como "Antes de que Bucha fuera Abjasia", que aboga por el reconocimiento internacional de la limpieza étnica de los georgianos durante la guerra en Abjasia como genocidio cometido por Rusia. El proyecto fue presentado formalmente tanto al Congreso de los Estados Unidos como a la Asamblea Nacional Francesa.
Los miembros actuales también han participado en trabajos importantes, como la "Nueva República", una hoja de ruta para reformas económicamente liberales desarrollada con sus seguidores bajo el Liberty Institute.